# Lola Tung
Lola Tung, född 28 oktober 2002 i New York, är en amerikansk skådespelerska. Hon är mest känd för att spela rollen som Isabel "Belly" Conklin i Amazon Prime Videos drama-romantikserie Sommaren jag blev vacker, som är baserad på Jenny Hans roman med samma namn.
Tung har tidigare studerat skådespeleri vid Carnegie Mellon University i Pittsburgh, där hon påbörjade sina studier hösten 2020. Hon hann gå klart sitt första år på denna skola, innan hon slutligen tog ett sabbatsår för att spela in Sommaren jag blev vacker. Hon kan även sjunga och spela gitarr.

## Filmografi (i urval)

### Film
- 2025 – I Know What You Did Last Summer

### TV
- 2022–2025 – Sommaren jag blev vacker (TV-serie)

### Teater
- 2024 – Hadestown